# Жерве, Альфред Альбер
Альфред Альбер Жерве (фр. Alfred Albert Gervais, 19 июня 1837—16 марта 1921, Ницца) — французский адмирал и дипломат, сын депутата Этьена Огюста Жерве.

## Биография
Службу во французских ВМС Жерве начал в 1852 году, в 1854 году окончил французскую военно-морскую академию École Navale.
В 1854—1855 годах участвовал в Крымской войне (в том числе в бомбардировке Бомарсунда), в 1860 году — в Опиумной войне с Китаем. В 1862 году он получил звание лейтенанта флота, в 1864—1870 году был старшим лейтенантом флота в Африканской эскадре. Во время Франко-прусской войны 1870—1871 годов участвовал в обороне Парижа. В 1871 году был произведён в капитаны 2-го ранга и служил в Океании и Кохинхине (южная часть современного Вьетнама). В 1878 году был военно-морским атташе Франции в Лондоне. В 1879 году получил звание капитана 1-го ранга, в 1880 году возглавил Тихоокеанскую эскадру.

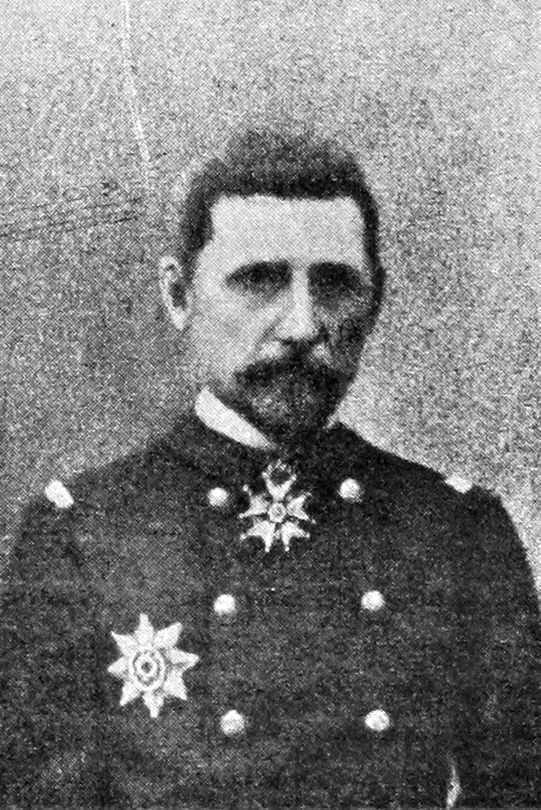
Рисунок из статьи «Жерве»
(«Военная энциклопедия Сытина»)

В 1882 году вошёл в состав Совета по Морским работам и Гидрографической комиссии. В 1884 году Жерве вернулся на службу в ВМФ и был назначен командующим Средиземноморской эскадрой. В 1886 году был назначен секретарём и начальником штаба в военно-морском министерстве, возглавляемом адмиралом Теофилем Обом. После непродолжительного командования эскадрой в Бресте он был 9 сентября 1887 года произведён в контр-адмиралы и вернулся в качестве начальника штаба на службу в военно-морское министерство, к тому времени возглавляемое Жюлем Крантцем.
В декабре 1889 года Жерве был назначен командующим Северной эскадрой броненосцев. Вскоре он совершил поездку по странам, имеющим выход к Балтийскому морю, удостоился пышного приёма в Копенгагене и Стокгольме, а затем возглавлял французские корабли, прибывшие с визитом в Кронштадт в 1891 году (с 23 июля по 4 августа), где получил торжественный приём от русского правительства. Это посещение, согласно «ЭСБЕ», стало «первым крупным проявлением франко-русской дружбы»; позже он в ходе визита посетил Москву и Санкт-Петербург. После возвращения Жерве по приглашению королевы Виктории посетил во главе французской эскадры Портсмут, где вновь был встречен с почётом.
10 февраля 1892 года Жерве был произведён в вице-адмиралы и назначен начальником Генерального штаба в военно-морском министерстве. В 1894 году он был назначен командующим Резервной Средиземноморской эскадрой, с 1895 по 1896 год он был главой Средиземноморского флота Франции, что считалось в то время высшим военным командным постом во французском флоте.
Весной 1896 года Жерве был произведён к адмиралы флота, командовал в 1896—1900 годах учениями Средиземноморской эскадры, а в 1901 году — эскадрой Пролива, созданной в Дюнкерке. С 1896 года был генерал-инспектором флота. В октябре 1896 года был официальным сопровождающим российской императрицы во время визита Николая II во Францию. В 1897 году избран в члены Французской академии военных наук. Во время коронации Эдуарда VII был главой французской делегации в Лондоне.
В его честь названо несколько улиц во французских городах.
В честь С. О. Макарова и А. А. Жерве назван ледник Макарова-Жерве (Карское море, Новая Земля; ледник обследован в 1908 году В. А. Русановым).